# Hermanfred
Hermanfred ou Hermanfried (du germanique hari « armée », man « homme » et frid « paix » ) est roi des Thuringes, fils de Basin.
À la mort de Basin, le royaume aurait été partagé entre ses trois fils, Badéric, Hermanfred et Berthaire.
Hermanfred avait pour épouse une nièce de Théodoric, la terrible Amalaberge. D'après Grégoire de Tours, Hermanfred tua son frère Berthaire, puis, pour venir à bout de Badéric, fit appel à son voisin de l'ouest Thierry Ier en lui promettant la moitié de son royaume. Victorieux, il se hâta d'oublier sa promesse. Alors, le roi franc, soutenu et accompagné par son frère Clotaire, engagea une seconde campagne. Les Thuringiens de Hermanfred furent complètement défaits dans la bataille et massacrés en masse au bord de l'Unstrut.
Hermanfred périt dans des circonstances obscures, sa femme et ses enfants réussirent à s'échapper et se réfugièrent à Ravenne. Dans le butin ramené par Clotaire figurait une toute jeune nièce d'Hermanfred, fille de Berthaire, qui fut tirée au sort avec son frère, entre Clotaire et Thierry. Le lot échut à Clotaire qui l'épousa de force plus tard, avant qu'elle ne devienne sainte Radegonde.
Son fils Amalafrid sera au service de l'empereur byzantin Justinien.